# U-106号潜艇 (1917年)
陛下之106号潜艇是德意志帝国海军建造的一艘中型潜艇或称U艇。它由基尔的日耳曼尼亚船厂承建，于1917年6月12日下水，至同年7月28日交付使用。U-106号是在第一次世界大战期间服役的329艘德国潜艇之一，曾参加大西洋潜艇战。在其仅有的一次巡逻中，分别击伤1艘英国商船（5867总吨）和击沉1艘英国军舰（957吨）。1917年10月，U-106号在泰尔斯海灵岛附近触雷沉没，艇内41名官兵全数阵亡。

## 设计

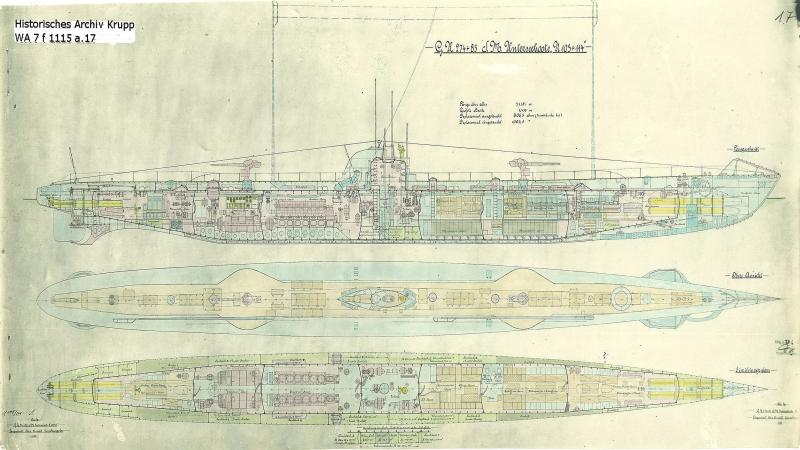
U-106号结构示意图

第一次世界大战爆发后，为了满足潜艇破交战的作战需求，德意志帝国海军潜艇监察局（Inspektion des U-Bootwesens）在U-43号（战时动员型）的基础上，研发出了一种技术上更为成熟的中型双壳体远洋潜艇。其排水量适中、性能均衡，非常适合北海和英国周边海域的作战环境。海军为此共计批出34艘订单，战术编号使用U-81至U-114号。实战证明，这一系列的潜艇具有出色的航海能力和稳定的耐用性，它们的许多布置也对后世IX級潛艇和国外一些潜艇的设计产生了影响。
U-106号是由基尔日耳曼尼亚船厂承建的第三批次（U-105至U-114号）的二号艇。它沿袭了前一批次（U-93至U-98号）的优化艇体设计，有较佳的机动性能；但在排水量和航速方面略为下降，惟续航里程有所提升。U-106号的水上和水下排水量分别为798吨和1000吨。其全长71.55米；舷宽6.30米，当中的耐压壳体宽4.15米；有3.90米的吃水深度。艇只搭载有可在水上使用的两台猛狮六缸四冲程柴油发动机，总功率为2,400匹公制馬力（1,765千瓦特）；以及可在水下使用的西门子-舒克特双电动发电机，总功率为1,200匹公制馬力（883千瓦特）。这些发动机用以驱动双轴、每根轴各一个的直径1.70米长螺旋桨。它的潜航深度为50米。
U-106号在水上的最高速度达16.4節（30.4每小時），在水下的最高航速则为8.4節（15.6每小時）。它可以8節（15每小時）的速度在水上巡航9,280海里（17,190），或以5節（9.3每小時）的速度在水下巡航50海里（93）。该艇装备了六具直径为500毫米的鱼雷发射管，其中艇艏四具、艉部两具，并可合共携带至多16枚鱼雷；作为辅助武器的甲板炮则是一门105毫米45倍径速射炮和一门88毫米30倍径速射炮。其标准船员编制为4名军官及32名水兵。

## 历史
U-106号是由德意志帝国海军作为K项战时订单（Kriegsauftrag K）的一部分，于1916年5月5日向基尔的日耳曼尼亚船厂订购，建造编号为275。艇只于1917年6月12日下水，至同年7月28日在首任暨唯一一任艇长、海军上尉汉斯·胡夫纳格尔的指挥下正式交付使用。完成海试后，U-106号自1917年9月2日起被编入分驻埃姆登和博尔库姆的第四潜艇区舰队服役，并一直隶属于该部队直至失事。
U-106号于1917年9月8日驶离埃姆登，执行首次作战巡逻。其预设路线是经行设得兰群岛进入爱尔兰海的北海海峡。在这次巡逻中，U-106号于9月18日击伤了正从荷兰前往纽约、容積總噸为5867吨的英国货轮林肯城号（City Of Lincoln），进而以鱼雷击沉了赶来为后者提供协助的英国海军驱逐舰竞赛号。竞赛号共有35名官兵在交战中阵亡，其余60名幸存者则被林肯城号救起。
在结束巡逻返港途中，德国海军基地于1917年10月7日向U-106号发出了两个无线电指令，但每个命令都以“不理解”进行确认。无线电指令的内容是一个新的会合点，因为当局在其返航的黑尔戈兰通道、近泰尔斯海灵岛的水域发现了一个新的英国水雷阵。然而，被派往无雷通道出口迎接U-106号的护航舰和扫雷舰却徒劳而返。与U-106号的最后一次联络日期正是10月7日。据此推测，该艇的沉没的日期是在10月7日至9日之间，地点在泰尔斯海灵岛附近54°50′N 6°0′E / 54.833°N 6.000°E，原因则为触雷。
2009年10月，荷兰海军的一艘勘探船在泰尔斯海灵岛以北约40海里（74）处发现了一艘沉船。起初，人们希望找到的是自1940年6月18日以来失踪的荷兰潜艇O13号。2009年12月，调查人员利用水下摄影机对位处40米深处的残骸进行了拍摄。2010年2月则展开了进一步调查，潜水员成功打捞出一个长300厘米，直径44厘米的气罐。他们在这个钢柱体上发现了一块带有序列号的黄铜牌匾，从而能够明确识别为U-106号。在德国当局完成对可能幸存者的搜索后，该信息得以对外公开发布。U-106号的残骸将原地保存，并获宣布为战争公墓。

## 袭击历史摘要
| 日期          | 船名     | 船籍         | 吨位 | 结局 |
| ------------- | -------- | ------------ | ---- | ---- |
| 1917年9月18日 | 竞赛号   | 英國皇家海軍 | 957  | 击沉 |
| 1917年9月18日 | 林肯城号 | 英国         | 5867 | 击伤 |

## 脚注
1. ↑  Helgason, Guðmundur. . German and Austrian U-boats of World War I - Kaiserliche Marine - Uboat.net.   [2021-12-13].
2. ↑  Gröner 1991，第12-14頁.
3. 1 2  Helgason, Guðmundur. . German and Austrian U-boats of World War I - Kaiserliche Marine - Uboat.net.   [2015-01-26].
4. ↑  陈进，第71頁.
5. ↑  Herzog，第50頁.
6. ↑  Helgason, Guðmundur. . German and Austrian U-boats of World War I - Kaiserliche Marine - Uboat.net.   [2021-11-29].
7. ↑  Herzog，第48頁.
8. 1 2  Gröner 1991，第12–14頁.
9. ↑  Herzog，第139頁.
10. ↑  Helgason, Guðmundur. . German and Austrian U-boats of World War I - Kaiserliche Marine - Uboat.net.   [2021-12-10].
11. ↑  Helgason, Guðmundur. . German and Austrian U-boats of World War I - Kaiserliche Marine - Uboat.net.   [2021-12-10].
12. ↑  . The Wrecksite.   [2021-12-10].
13. ↑  Spindler，第431頁.
14. ↑  Messimer，第119頁.
15. ↑  Gibson，第209頁.
16. ↑  Kemp，第37頁.
17. ↑  . Metro. 2011-03-16  [2021-12-11]. （原始内容存档于2021-12-11）.
18. ↑  . gCaptain. 2011-05-11  [2021-12-11]. （原始内容存档于2021-12-11）.
19. ↑  Helgason, Guðmundur. . German and Austrian U-boats of World War I - Kaiserliche Marine - Uboat.net.   [2015-01-26].